# Mörttjärnen (Jörns socken, Västerbotten, 725450-169592)
Mörttjärnen är en sjö i Skellefteå kommun i Västerbotten och ingår i Byskeälvens huvudavrinningsområde. Sjön har en area på 0,058 kvadratkilometer och ligger 287,1 meter över havet.

## Delavrinningsområde
Mörttjärnen ingår i det delavrinningsområde (725501-169769) som SMHI kallar för Ovan VDRID = Ulrikbäcken i Byskeälvens vattendrag*. Medelhöjden är 297 meter över havet och ytan är 14,37 kvadratkilometer. Räknas de 180 avrinningsområdena uppströms in blir den ackumulerade arean 2 385,48 kvadratkilometer. Avrinningsområdets utflöde Byskeälven mynnar i havet. Avrinningsområdet består mestadels av skog (63 procent) och sankmarker (26 procent). Avrinningsområdet har 0,79 kvadratkilometer vattenytor vilket ger det en sjöprocent på 5,5 procent.